# Shouldham Thorpe
Shouldham Thorpe är en ort och civil parish i Storbritannien.   Den ligger i grevskapet Norfolk och riksdelen England, i den sydöstra delen av landet, 130 km norr om huvudstaden London. Shouldham Thorpe ligger 37 meter över havet och antalet invånare är 157.
Terrängen runt Shouldham Thorpe är huvudsakligen platt. Shouldham Thorpe ligger uppe på en höjd. Runt Shouldham Thorpe är det ganska tätbefolkat, med 93 invånare per kvadratkilometer. Närmaste större samhälle är King's Lynn, 12,8 km norr om Shouldham Thorpe. Trakten runt Shouldham Thorpe består till största delen av jordbruksmark.